# Міннесота (льодовик)
Льодовик Міннесота (англ. Minnesota Glacier) — широкий льодовик у Західні Антарктиді, в землі Елсворта у горах Елсворта.

## Географія

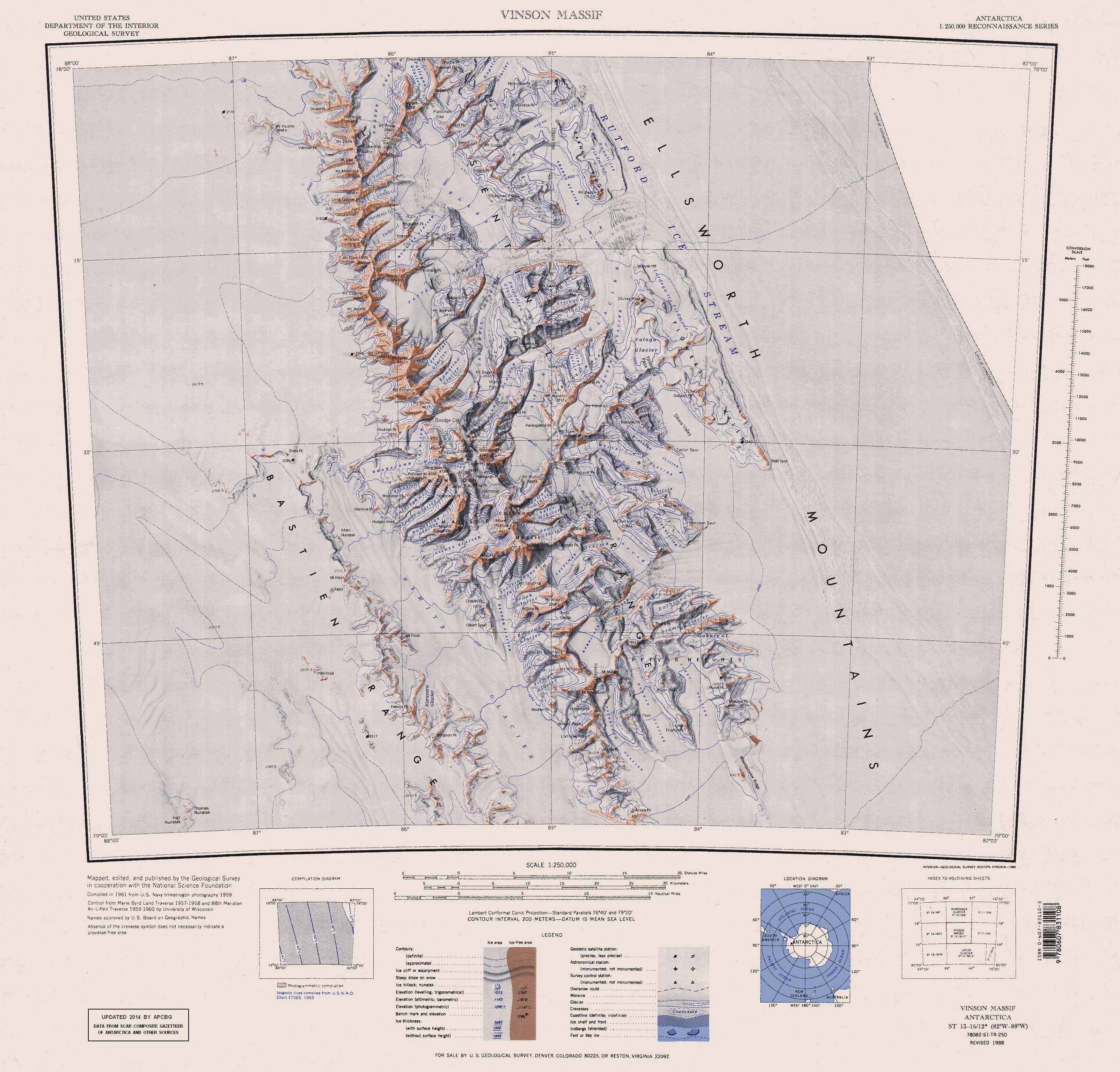
Мапа хребтів Сентінел та Бастьєн

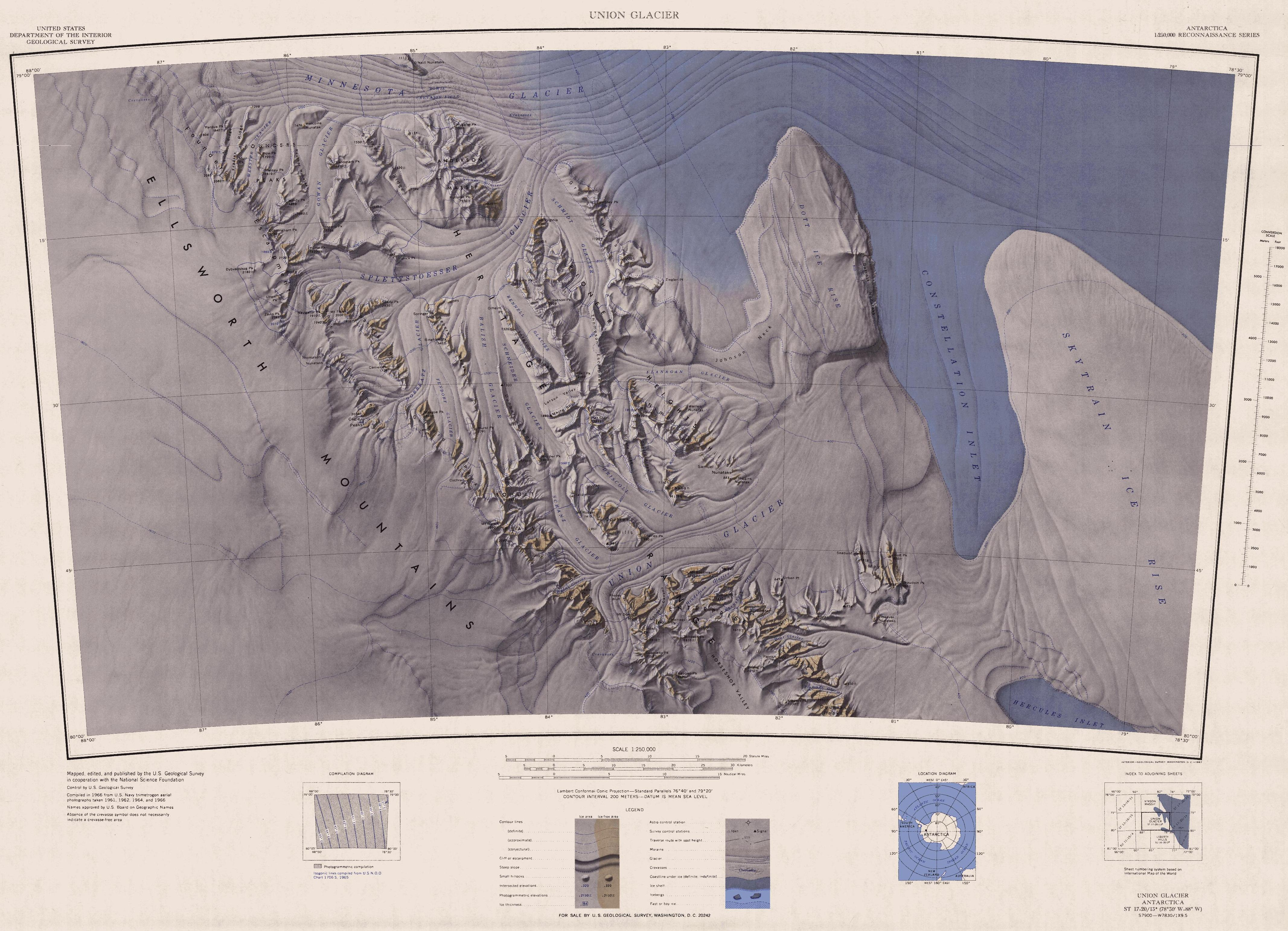
Мапа хребта Герітедж

Льодовик Міннесота завдовжки 74 км, при максимальній ширині до 9,3 км, починає свій «витік» на висоті близько 1800 м, з плато у західній частині гір Елсворта, «тече» на схід відокремлюючи гірські хребти Сентінел (на півночі) від Герітедж (на півдні), та на східних околицях гір Елсворта впадає у великий Рутфордський льодовий потік, який в свою чергу впадає у шельфовий льодовик Фільхнера.

## Історія
Льодовик був названий консультативним комітетом США з географічних назв в Антарктиці — US-ACAN на честь університету Міннесоти, який зробив значний вклад у вивчення гір Елсворта, відправивши сюди дослідницькі партії у 1961-1962, 1962-1963 та 1963-1964 роках.

## Притоки
Льодовик на своєму шляху приймає близько десятка великих гірських льодовиків, найбільші з яких льодовики Німіц, у верхній течії та Сплаттстоссер, у нижній.
Праві («течуть» з південного хребта Герітедж):
- - Вебстер;
  - Ґован (довжиною 28 км);
  - Сплаттстоссер (довжиною 65 км).

Ліві («течуть» з північного хребта Сентінел):
- - Німіц (довжиною 74 км, шириною до 9,3 км);
  - Вессбечер (довжиною 13 км);
  - Гудман;
  - Ґарей.